# Joseph Ramsauer
Joseph Ramsauer (* 28. Juli 1905 in Ischl; † 4. Februar 1976 ebenda) war ein österreichischer Komponist und Musikpädagoge.

## Leben und Wirken
Ramsauer bekam bereits als Kind Violinunterricht von seinem Vater. Nach der Matura an der Lehrerbildungsanstalt war er als Volksschullehrer an verschiedenen Schulen im Salzkammergut tätig. Daneben widmete er sich der Volkslied- und Volkstanzsammlung und erteilte Musikunterricht. Er war ab 1930 Mitglied der Oberösterreichischen Musiklehrerschaft und war Musiklehrer an den Musikschulen in Bad Ischl und Ebensee, später auch an der Hauptschule Bad Ischl.
Ab 1945 war Ramsauer ausschließlich im Bereich Musik tätig. Neben seiner Komponistentätigkeit leitete er auch seine eigene Privatmusikschule. Er gründete in den 1950er-Jahren das Hausmusikwerk Bad Ischl, die Musikschule Ebensee und das Hausmusikwerk Ebensee und leitete diese Einrichtungen. Ramsauer war der Gründer des Ischler Heimatvereins. Sein Grab befindet sich auf dem Friedhof Bad Ischl.

## Werke
- Attila (Oper)
- Geist des Menschen (Kantate)
- 4 Symphonien und ein Posaunenkonzert
- Kammermusik
- ca. 200 Lieder

## Auszeichnungen
- Konsulent der oberösterreichischen Landesregierung für Volksbildung und Heimatpflege (1963)
- Berufstitel Professor (1975)
- Silbernes Ehrenzeichen für Verdienste um die Republik Österreich (1975)